# Bailledets
Der Bailledets ist ein Bach im südlichen Zentrum von Frankreich, der in den Départements Indre und Cher der Region Centre-Val de Loire westlich der Stadt Saint-Amand-Montrond verläuft.

## Geografie

### Verlauf
Der Bailledets entspringt einem kleinen Teich im Gemeindegebiet von Saint-Christophe-en-Boucherie, entwässert mit einigen Abweichungen über Ost generell in nördlicher Richtung und mündet nach rund 14 Kilometern im Gemeindegebiet von Saint-Hilaire-en-Lignières als rechter Nebenfluss in die Grande Thonaise. Der Bailledets entspringt im Département Indre, wechselt dann ins Département Cher und stößt bei seiner Mündung neuerlich ans Département Indre.

### Orte am Fluss
(Reihenfolge in Fließrichtung)
- Les Chaumes, Gemeinde Saint-Christophe-en-Boucherie
- Le Grand Issart, Gemeinde Saint-Hilaire-en-Lignières
- Les Jardats, Gemeinde Saint-Hilaire-en-Lignières